# Taicang
Taicang (太仓市S) è una città-contea della Cina, situata nella provincia di Jiangsu e amministrata dalla prefettura di Suzhou.